# Vladimir Oustinov
Pour les articles homonymes, voir Oustinov.
Vladimir Vassilievitch Oustinov (en russe : Владимир Васильевич Устинов), né le 25 février 1953 à Nikolaïevsk-sur-l'Amour, est un homme politique russe. Il est  ministre de la Justice de 2006 à 2008 puis représentant du président de la fédération de Russie dans le district fédéral du Sud depuis cette date.
Il a le grade du procureur de Conseiller d'État effectif de justitia et le grade civil de conseiller d'État effectif de la fédération de Russie de 1re classe.

## Biographie
Vladimir Oustinov naît dans la famille d'un fonctionnaire de la Justice. Il étudie à la faculté de droit de Kharkov dont il sort diplômé en 1978, après son service militaire en 1972-1974. Il est fonctionnaire de la Justice à partir de 1978 dans le kraï de Krasnodar. Il est procureur à partir de 1985 à Sotchi, pour la circonscription de Khostine, et procureur de toute la zone de Sotchi à partir de 1992. Il devient vice-procureur de tout le kraï de Krasnodar en 1995 et vice-procureur de la fédération de Russie en 1997. Entre juin 1998 et avril 1999, il est en poste au Caucase du Nord en tant que chef du cabinet du procureur général, dans le cadre des mesures de sécurité et coordonne le conseil des organisations de défense des droits des habitants du Caucase du Nord.
Le 29 juillet 1999, il est nommé procureur général de Russie par intérim, puis de plein exercice à compter du 17 mai 2000. Il demeure en fonction jusqu'au 2 juin 2006, quand il est poussé à la démission. Le 23 juin suivant, il est nommé ministre de la Justice, fonction qu'il occupe jusqu'au 14 mai 2008. Il devient alors représentant du président de la fédération de Russie dans le district fédéral du Sud. Il fait partie des membres non-permanents du Conseil de sécurité.

## Sanctions
En avril 2018, les États-Unis l'inscrivent à la liste des personnalités russes interdites de territoire à cause de la crise ukrainienne,.
De plus, après l'invasion de l'Ukraine par la Russie en 2022, il fait l'objet de sanctions plus sévères, le 6 avril 2022, de la part du Bureau de contrôle des actifs étrangers du département du Trésor américain.

## Famille
De son mariage, Vladimir Oustinov a une fille et un fils, Dimitri, fonctionnaire à l'administration présidentielle. Celui-ci épouse en novembre 2003, Inga Setchina, fille du futur vice-premier ministre Igor Setchine.